# Cro-magnoid rassz
A cro-magnoid más néven dáli vagy fáli rassz Európa őskori túlélő rassza.

## Testi jellegek
A termet nagy-közepes; 168-172 cm közötti. A testalkat erőteljes, széles, a csontozat vaskos, az izomtapadási felszínek nagyon fejlettek, a vállak szélesek, az alsó végtagok a felsőkhöz képest hosszúak. A fej viszonylag kicsi, széles és robusztus, a fejjelző értéke 74-77 közötti. A fej masszív, markánsnak tűnő, a fej leghátulsó része igen fejlett, kontyszerűen hátrafelé kiálló. A nyakszirt kiálló. A homlok meredek, a csontos szemöldökív erősen fejlett. Az arc szögletes, ennek oka az állkapocsszeglet meredeksége miatti oldalt kiállása és az állcsúcsnak erős fejlettsége és kiállása. A szemüreg alacsony, szögletes, alsó és felső széle majdnem vízszintes, gyengén oldal irányba lejt, ezért a szemek mélyen ülőknek és kicsiknek tűnnek. A szemek egymástól távol állnak, de nem annyira, mint a kelet-balti és az alpi esetében. Az orrgyök keskeny, nyomott. A csontos orr az arc síkjából erőteljesen kiáll, az orrcimpák aránylag szélesek, az orr viszonylag kicsi és fölfelé hajló. A száj feltűnően keskeny, egyenes és hosszú, szorosan zárt, az ajkak vékonyak.
Világos színkomplexiójú. A szemszín inkább szürke, mint kék, a hajszín fakószőke, a nordikusnál vastagabb. A bőrszín világos, az arc pirosas. A haj keményebb az európai átlagnál, általában hullámos vagy göndör. A haj sűrű, még idősebb korban is. A szemöldök erősen fejlett.

## Elterjedési terület
A Homo sapiens kialakulása óta minden korban és egész Európa területén elterjedt rassz. Ma fő elterjedési területe Csehország, Észak-Európa, Franciaország, Belgium, Írország, Hessen és Spanyolország, de megtalálható Észak-Afrikában és a Kanári-szigetek authon lakóinál, a guancsoknál is.

### Kárpát-medence
A Kárpát-medencében sehol sem jelentős az aránya, viszont keverék formáival gyakran találkozni. A Kárpát-medence őslakosságának jelentős részét alkotta.

## Típusváltozatok
Számos típusváltozata ismert.

### Borreby
Dánia, Észak-Európa és Belgium területén a leggyakoribb. Robusztus testalkat, rövid fej jellemző rá.

### Brnói
Ma főleg a Brit-szigetek, Skandinávia és Észak-Afrika lakosságára jellemző. A termet zömökebb és a fej szélesebb, mint a "klasszikus" cro-magnoidnak.

### Nyugat-balti
Kelet-Európa őshonos cro-magnoidja. Általában rövid koponyájú és robusztus.

### Andronovo
Depigmentált, főként Közép-Ázsiában és Szibériában elterjedt változat, melyre jellemző a magas növés. Gyakran keveredett a turánival.

## Lásd még
- Cro-magnoni ember